# Carl Alfrid Magnusson
Carl Alfrid (Alfred) Magnusson, född 19 juni 1852 i Karlskrona, död där 30 maj 1911, var en svensk sjöman.

## Biografi
Carl Alfrid Magnusson var skeppsgosse 1866 (2:a Compagniet). Han deltog i fregatten Vanadis världsomsegling 1883–1885 och blev så småningom 1:a klassens sjöman i Kungliga flottan (Svenska flottan).
Han var son till kronomätaren Carl Magnusson (1818–1878) och Anna Christina Stenström(1818–1878). Han var gift med Agnes Marie Sofie Carlström (1857–1938) och hade fem barn - två döttrar och tre söner.
Han avled 1911 till följd av lunginflammation och hjärnhinneinflammation och är begravd i Karlskrona amiralitetsförsamling.